# 維利內 (伊久姆區)
49°15′23″N 36°42′27″E / 49.25639°N 36.70750°E
維利內（烏克蘭語：Вільне）是位於烏克蘭東部的村莊，由哈爾科夫州伊久姆區的巴拉克利亚市镇負責管轄。該村始建於1730年，面積0.61平方公里，海拔高度169米，2001年人口271，人口密度每平方公里447.9人。